# Abaza Siyavuş Paša I.
Abaza Siyavuş Pasha I. (? – 25. dubna 1656) byl dvakrát osmanským velkovezírem.
Byl abázského původu a sloužil Abazovi Mehmedovi, vůdcem povstání v Osmanské říši v 17. století. Po popravě jeho vůdce vstoupil do služeb paláce v Istanbulu. V roce 1638 byl povýšen na vezíra a v roce 1640 byl jmenován Kapudanem Pašou (admirálem). V roce 1642 byl pověřen obsazením pevnosti Azov (v dnešním Rusku), ale při úkolu selhal. Byl několikrát guvernérem města, včetně měst Erzurum, Diyarbakır (v dnešním Turecku) a Silistra (dnešní Bulharsko). Dne 5. března 1651 byl jmenován velkovezírem poté, co zklidnil povstání obchodníků v Istanbulu. Dne 27. září téhož roku byl sesazen a odsouzen k popravě, avšak Valide Kösem Sultan jej zachránila. Byl tedy jmenován guvernérem Bosny. Znovu byl povolán do funkce velkovezíra 5. března 1656, zemřel však krátce na to 25. dubna.